# Prvenstvo Hrvatske u vaterpolu za žene 2014.
Prvenstvo Hrvatske u vaterpolu za žene za 2014. je treći put zaredom osvojila Mladost iz Zagreba.

## Prva HVL za žene

### Ljestvica
| mj | klub                 | ut | pob | ner | por | gol+ | gol- | bod |             |
| -- | -------------------- | -- | --- | --- | --- | ---- | ---- | --- | ----------- |
| 1. | Bura (Split)         | 8  | 6   | 0   | 2   | 116  | 66   | 18  | doigravanje |
| 2. | Mladost (Zagreb)     | 8  | 5   | 1   | 2   | 106  | 57   | 16  | doigravanje |
| 3. | Jug (Dubrovnik)      | 10 | 5   | 1   | 2   | 117  | 68   | 16  | doigravanje |
| 4. | Viktoria (Šibenik)   | 8  | 3   | 0   | 5   | 66   | 108  | 9   | doigravanje |
| 5. | Primorje EB (Rijeka) | 8  | 0   | 0   | 8   | 47   | 155  | 0   |             |

### Doigravanje
| klub1           | klub2         | rez.           |
| poluzavršnica   | poluzavršnica | poluzavršnica  |
| --------------- | ------------- | -------------- |
| Bura            | Viktoria      | 12:6, 16:5     |
| Mladost         | Jug           | 9:3, 7:6       |
|                 |               |                |
| za treće mjesto |               |                |
| Jug             | Viktoria      | 11:10, 7:6     |
|                 |               |                |
| za prvaka       |               |                |
| Bura            | Mladost       | 9:6, 4:8, 5:11 |